# Roche (entreprise)
Pour les articles homonymes, voir Hoffmann et Roche (homonymie).
Roche Holding, ou juridiquement F. Hoffmann-La Roche, est une entreprise pharmaceutique suisse, et l'une des principales entreprises mondiales du secteur. 
La société présente depuis 2004 deux sections parallèles, le secteur pharmaceutique et le secteur diagnostic. Le groupe dirigé par Severin Schwan (en) se focalise essentiellement dans la médecine personnalisée.
La société est présente commercialement dans 150 pays. Son siège se situe à la tour Roche à Bâle en Suisse. En 2016, l'entreprise compte 94 000 salariés environ.

## Histoire

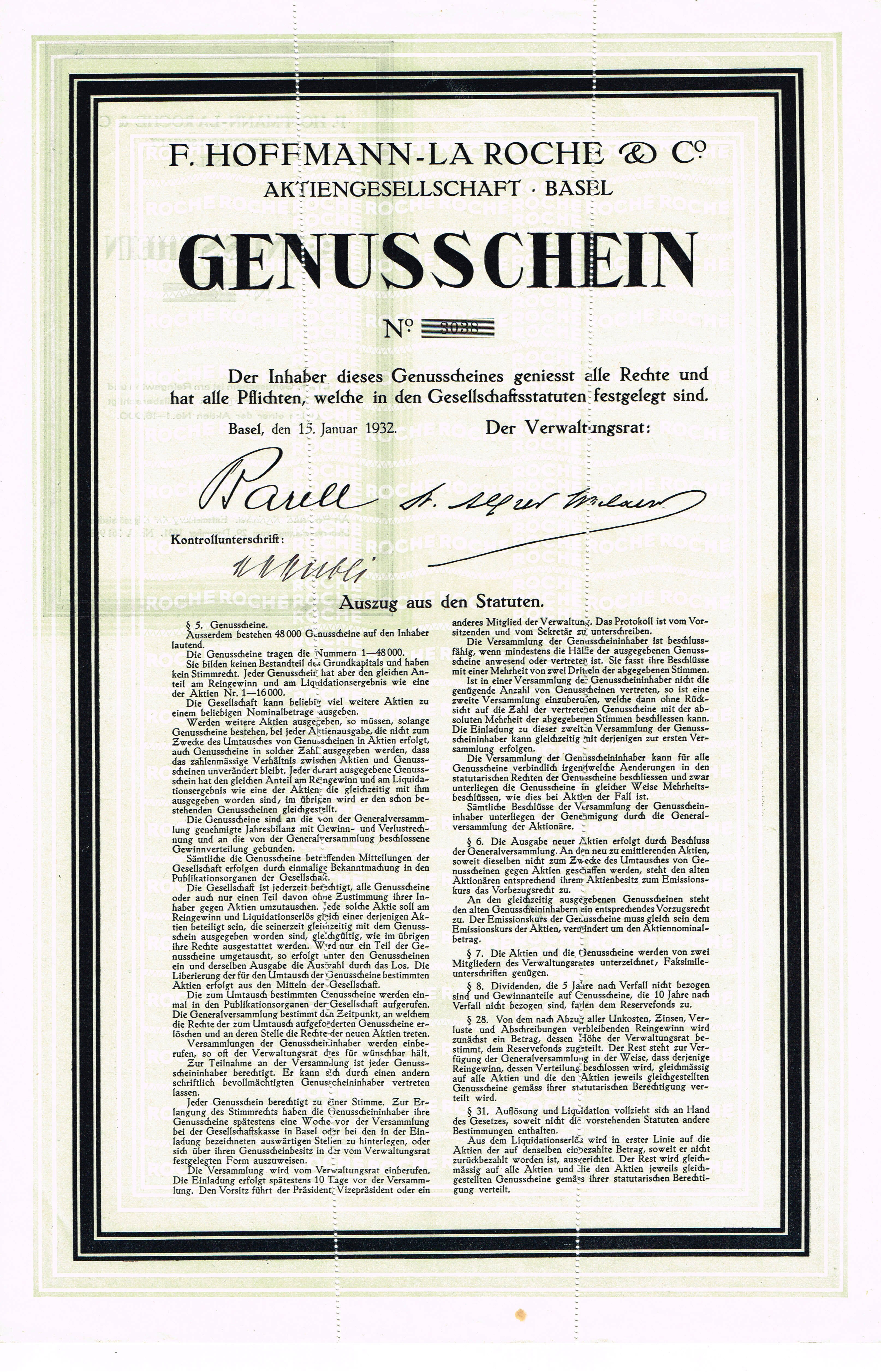
Action de Jouissance de la F. Hoffmann-LaRoche & Co AG en date du 15. Janvier 1932

La société a été fondée le 1er octobre 1896 par Fritz Hoffmann-La Roche. L'entreprise produit originellement des vitamines. Très rapidement, il ouvrit des filiales à Grenzach en Allemagne (1897), à Milan en Italie (1897), à Paris en France (1903), à New York aux États-Unis (1905), à Londres en Grande-Bretagne (1908), à Saint-Pétersbourg en Russie (1910) ainsi qu'à Yokohama au Japon (1912).
En 1933, Roche est la première entreprise à lancer la synthèse de la vitamine C grâce aux travaux de Tadeusz Reichstein (Prix Nobel en 1950).
En 1958, Roche acquiert les laboratoires Sauter de Genève. 
En 1963, Roche produit le Valium, un tranquillisant de la classe des Benzodiazépines.
En 1989, Roche est restructuré avec la fondation de Roche Holding AG. En 1989, est inauguré à Strasbourg le Roche International Clinical Research Centre.
En 1994, Roche acquiert du groupe pharmaceutique américain Syntex Corporation, de Palo Alto (Californie) qui deviendra Roche Bioscience. 
En 1997, Roche met MabThera sur le marché, premier médicament contre le cancer issu de la technologie des anticorps monoclonaux.

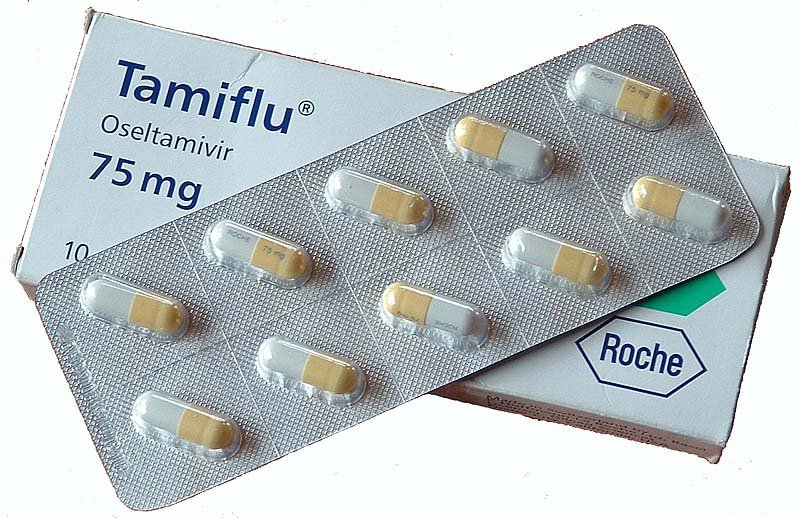
Boîte de Tamiflu produite par Roche

En 1999, la Food and Drug Administration autorise le Tamiflu efficace contre la grippe aviaire de type H5N1. 
En 2000, la société Givaudan est mise en bourse et est vendue par le groupe Roche.
Le 22 janvier 2008, Roche fait l’acquisition de Ventana Medical Systems pour 3,4 milliards de dollars. Le 2 janvier 2009, Roche a acquis Memory Pharmaceuticals Corp.
En 2011, Roche achève l'acquisition du laboratoire Genentech pour 47 milliards de dollars. Roche possédait, depuis 1990, la majorité des actions de Genentech. La même année, Roche signe l'acquisition d'Anadys Pharmaceuticals. 
En mai 2014, Hoffmann-La Roche acquiert Genia Technologies, spécialisé dans le séquençage d'ADN, pour 350 millions de dollars. En juillet 2014, Roche acquiert l'entreprise de biotechnologie Seragon, issue de la scission d'Aragon Pharmaceuticals après son acquisition par Johnson & Johnson, pour 1,7 milliard de dollars. En août 2014, Roche acquiert l'entreprise danoise de biotechnologie Santaris pour 450 millions de dollars. Le même mois, Roche acquiert 100 % du groupe InterMune, produisant le pirfénidone, pour 8,3 milliards de dollars,.
En décembre 2014, Roche acquiert l'entreprise américaine de diagnostics prénatals de pathologies génétiques, Ariosa Diagnostics, pour un montant inconnu. En janvier 2015, Roche acquiert une participation majoritaire dans Foundation Medicine Inc, spécialisé dans le diagnostic génétique, pour 1,18 milliard de dollars,. Le même mois, Roche acquiert l'entreprise française Trophos spécialisé dans les traitements de maladies neuromusculaires, pour 470 millions d'euros.
En août 2015, Roche acquiert pour 425 millions de dollars GeneWeave BioSciences, entreprise californienne spécialisée dans la détection de résistance aux antibiotiques. En novembre 2015, Roche annonce la fermeture de 4 usines à Leganés en Espagne, à Clarecastle en Irlande, à Segrate en Italie et à Florence en Caroline du Sud (États-Unis). 
En décembre 2017, Roche annonce l'acquisition d'Ignyta, une entreprise américaine spécialisée dans l'oncologie, pour 1,7 milliard de dollars.
En février 2018, Roche annonce l'acquisition de Flatiron Health, spécialisée dans les bases de données sur le cancer, pour 1,9 milliard de dollars. En juin 2018, Roche acquiert la participation qu'il ne détient pas dans Foundation Medicine pour 2,4 milliards de dollars. 
En février 2019, Roche annonce l'acquisition de Spark Therapeutics pour près de 5 milliards de dollars. 
Roche est la première entreprise pharmaceutique du monde en 2020 quant au chiffre d'affaires.
En mars 2020, la division Roche Diagnostics a franchi une étape importante avec l'approbation de son test de diagnostic du Sars-CoV-2, capable d'analyser 1 400 à 8 800 échantillons en 24 heures. En mai, la société a annoncé qu'elle avait fait l'acquisition de la société américaine Stratos Genomics pour une somme non divulguée. En juillet 2020, Roche annonce un accord avec Blueprint Medicines, sur le pralsetinib, un anticancéreux, pour 1,7 milliard de dollars.
En août 2020, Roche annonce son association avec la biotech américaine Regeneron en vue de « développer, fabriquer et distribuer Regn-Cov ». Il s'agit d'une combinaison d'anticorps expérimentaux destinés à lutter contre l'épidémie de Covid-19,.
Le 13 octobre 2020, Roche annonce le lancement d'un nouveau test antigénique, Elecsys SARS-CoV-2 Antigen, pour diagnostiquer la présence d'antigènes spécifiques à la Covid-19. En mars 2021, Roche annonce l'acquisition de GenMark Diagnostics, spécialisée dans les machines de tests de maladies contagieuses, pour 1,8 milliard de dollars.
En mars 2024, il est annoncé que Roche avait vendu le site de Genentech à Vacaville, en Californie, à la société pharmaceutique suisse Lonza pour 1,2 milliard de dollars.

## Actionnaires
Liste des principaux actionnaires au 20 juillet 2021 :
| Norges Bank Investment Management                   | 2,84% |
| The Vanguard Group                                  | 2,63% |
| Fidelity Management & Research                      | 1,86% |
| UBS Asset Management Switzerland                    | 1,61% |
| BlackRock Fund Advisors                             | 1,58% |
| Roche Holding                                       | 1,34% |
| Crédit Suisse Asset Management (Schweiz)            | 1,25% |
| Massachusetts Financial Services                    | 1,04% |
| Banque cantonale zurichoise (Investment Management) | 0,95% |
| Flossbach von Storch                                | 0,93% |

## Condamnations et polémiques
En 1972, Givaudan, une de ses filiales, est mise en cause dans l'affaire du talc Morhange qui tua 36 bébés et en intoxiqua plus d'une centaine.
En 1976, l'accident de Seveso (Italie) est causé par une usine de sa filiale Icmesa. Le 10 juillet 1976, le rejet de dioxine toxique des usines d'une filiale chimique de Roche, située à Seveso, a provoqué une importante contamination de la zone, connue sous le nom de la catastrophe de Seveso. La responsabilité de l'entreprise est écrasante : lors de la procédure pénale, Roche est accusée d'avoir ignoré les mauvaises conditions dans lesquelles la centrale a été coulée, de ne pas avoir ramené les systèmes de sécurité dans des conditions acceptables et de ne pas avoir immédiatement informé les autorités de la catastrophe.
En 1999, Hoffmann-La Roche plaide coupable et est condamné par la justice américaine à payer une amende de 500 millions de dollars pour entente avec BASF et Rhône-Poulenc sur les prix de diverses vitamines.
En 2001, la société est reconnue coupable par la Commission européenne d'avoir créé un cartel d'entreprises pharmaceutiques dans le domaine des vitamines et est condamnée à verser une amende de 462 millions d’euros.
En 2011, Roche est accusé d'entente avec Novartis pour imposer à un prix exorbitant le traitement de la dégénérescence maculaire.

## Activité de lobbying

### Auprès de l'Assemblée nationale française
Roche est inscrit comme représentant d'intérêts auprès de l'Assemblée nationale. L'entreprise déclare à ce titre qu'en 2014, les coûts annuels liés aux activités directes de représentation d'intérêts auprès du Parlement sont compris entre 40 000 et 50 000 euros.

### Auprès des institutions de l'Union européenne
Hoffmann-Roche est inscrit depuis 2009 au registre de transparence des représentants d'intérêts auprès de la Commission européenne. Il déclare en 2015 pour cette activité 4 collaborateurs à temps plein et des dépenses d'un montant compris entre 1 250 000 et 1 500 000 euros.